# Casa di Niccolò Tommaseo
La casa di Niccolò Tommaseo è un edificio del centro storico di Firenze sul lungarno delle Grazie 26, con affaccio sulla volta dei Tintori.

## Storia e descrizione
L'edificio è ricordato dalla letteratura per essere stato per quattordici anni la residenza del linguista, scrittore e patriota Niccolò Tommaseo che qui morì nel maggio del 1874, come indica la lapide posta dal Municipio di Firenze sulla facciata, già trascritta da Francesco Bigazzi. 
| QUESTO RICORDO DELLA CASA OVE DIMORÒ QUATTORDICI ANNI E NEL I DI MAGGIO 1874 MORÌ NICCOLÒ TOMMASEO PONEVA IL MUNICIPIO DI FIRENZE |

Sulla casa, che reca lo stemma dell'Arte della Lana, è, d'angolo con la volta dei Tintori, un elegante tabernacolo settecentesco, danneggiato dall'esplosione delle mine destinate a distruggere l'antico ponte alle Grazie, quindi restaurato a cura del Comitato per l'estetica cittadina che affidò negli anni sessanta allo scultore Paris Bernucci la nuova immagine della Madonna (il precedente tabernacolo aveva goduto di una segnalazione di Gabriele D'Annunzio ne Le faville del maglio). 
Sul lungarno si trova inoltre un'antica insegna marmorea di una "Tintoria".
Niccolò Tommaseo possedette anche un'altra palazzina in piazza Massimo d'Azeglio.

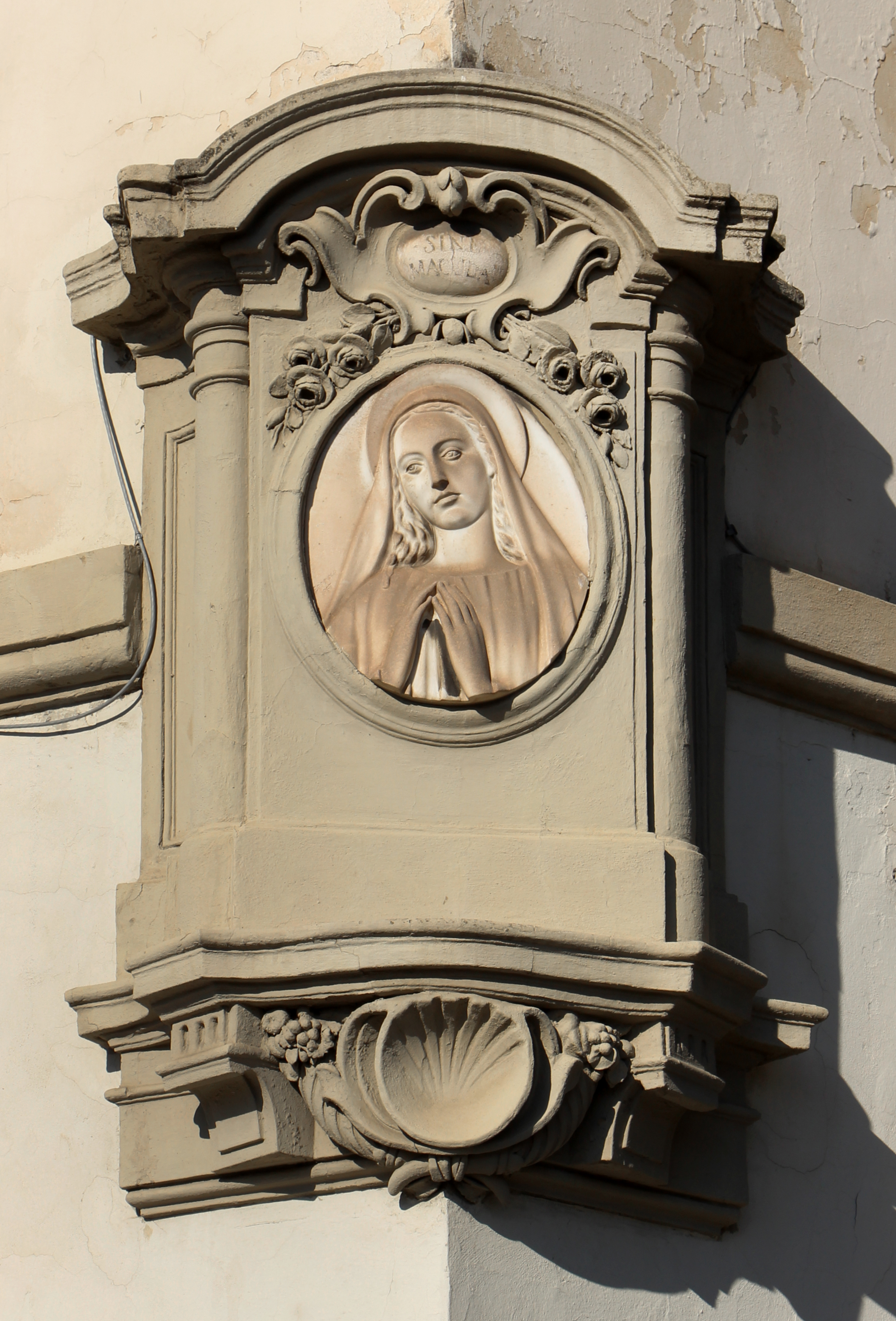
Il tabernacolo
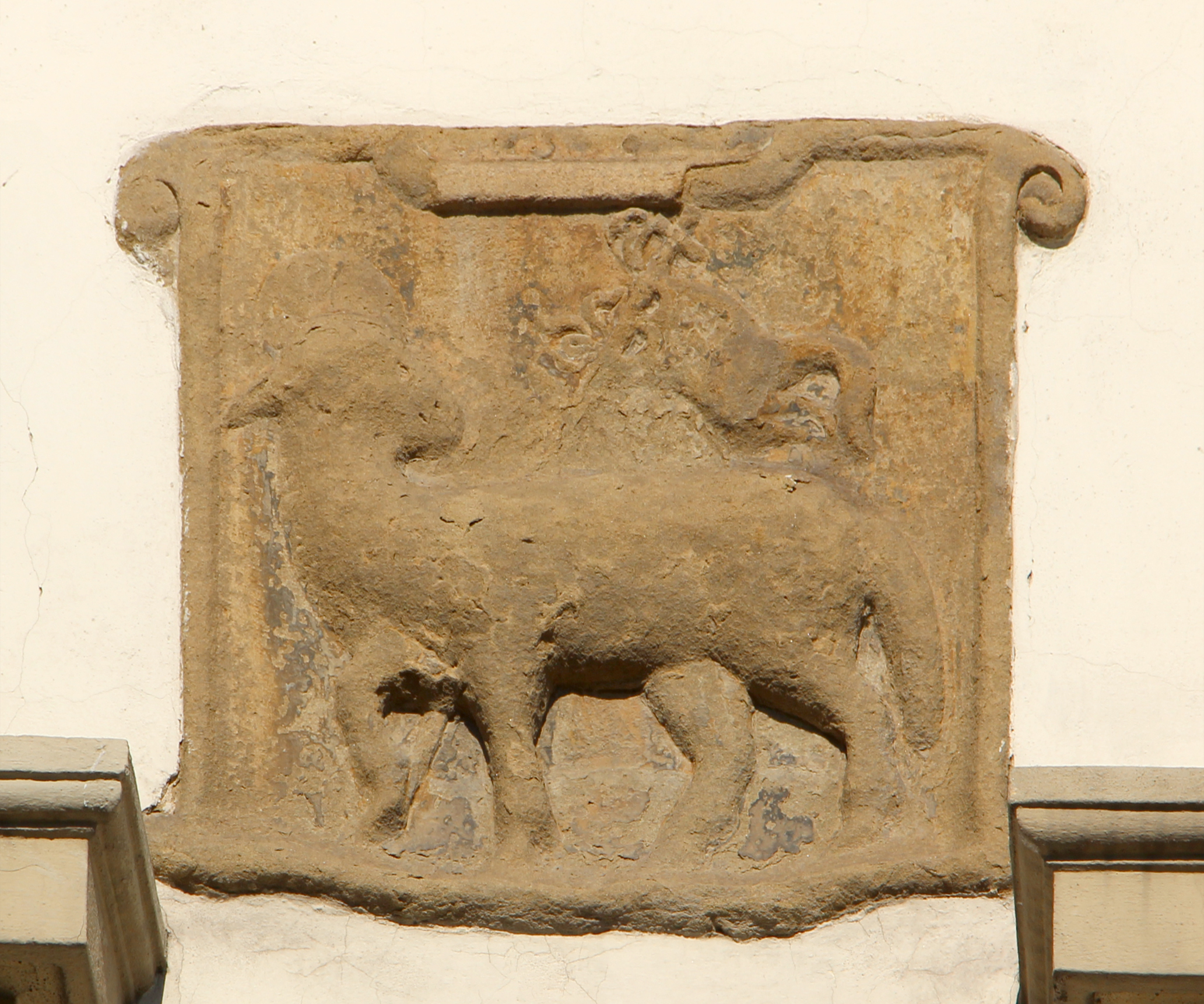
Il pietrino dell'Arte della Lana
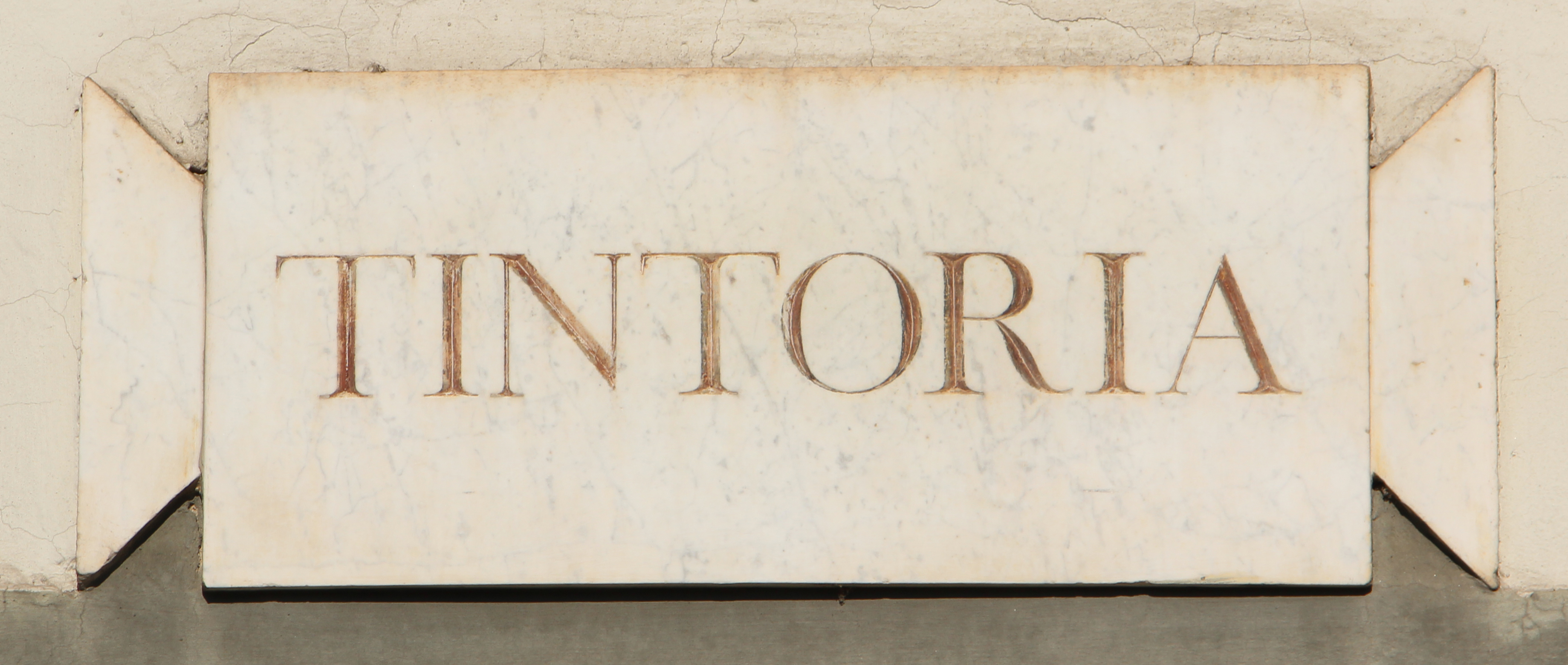
L'antica insegna

## Bibliografia

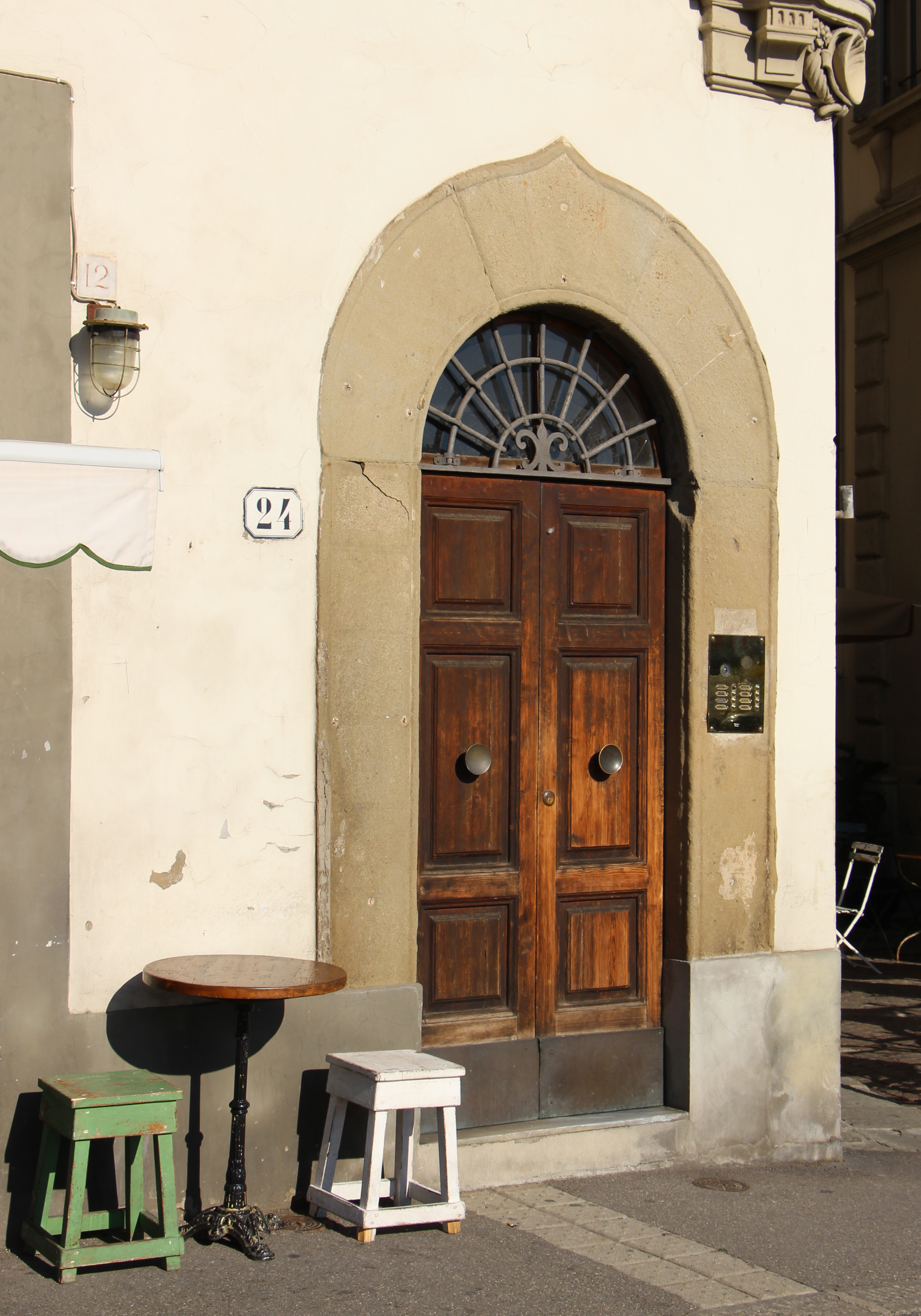
Ingresso sul lungarno delle Grazie